# 暴露前预防

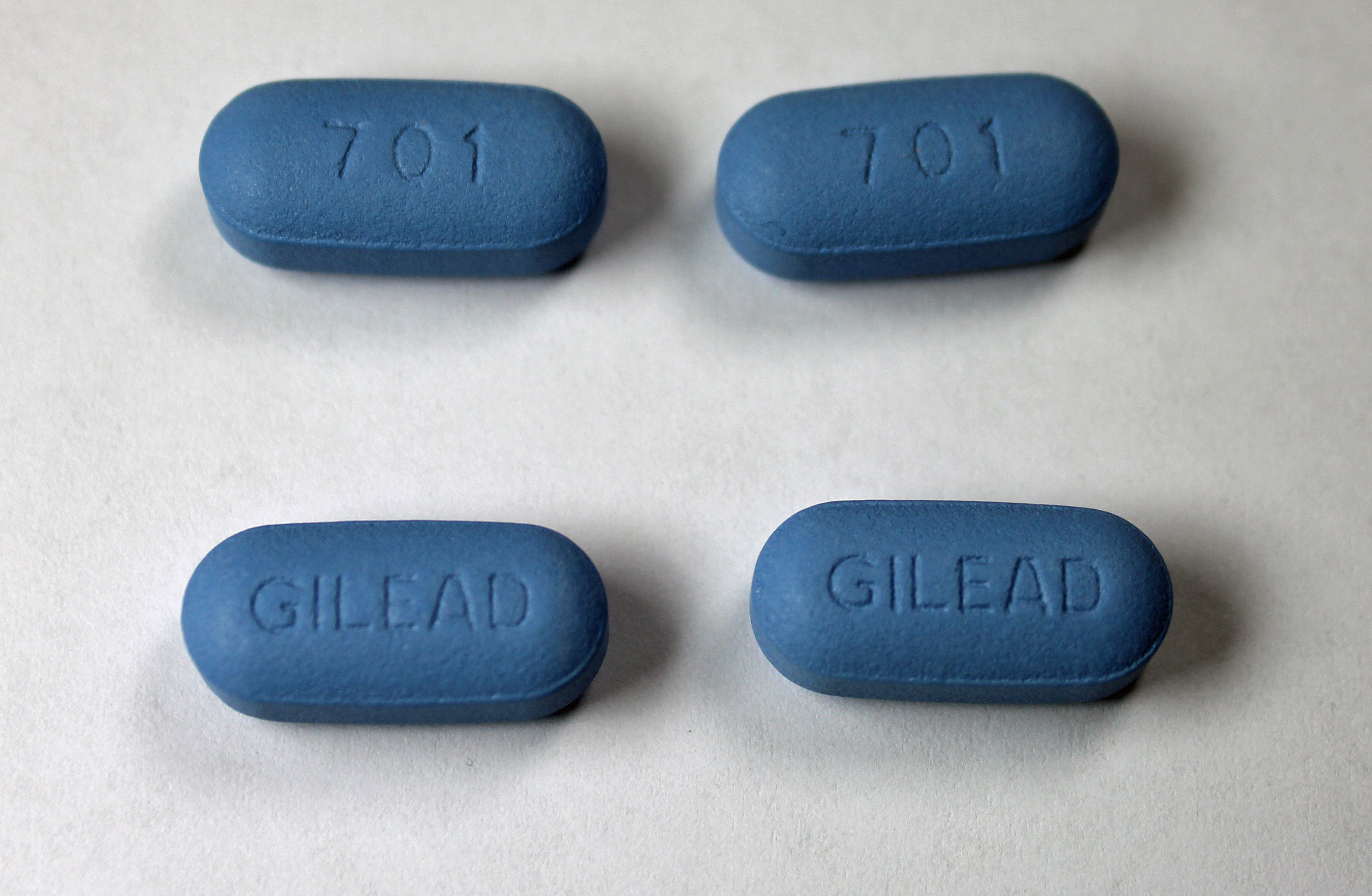
舒发泰，通用名恩曲他滨/替诺福韦，常用于艾滋病毒暴露前预防的药物

已批准
藥品仿單標示外使用
試驗進行中
完成試驗
無計劃
無資料

暴露前预防（缩写为），又译作“接触前预防”，是指在接触病原体之前用药预防疾病的措施，特指在接触病原体之前服用抗病毒药物预防艾滋病毒/艾滋病的手段，能有效降低高危人群感染艾滋病毒的风险。
目前唯一有健康组织推荐的PrEP药物是恩曲他滨/替诺福韦。其由吉利德科學公司开发，含有替諾福韋和恩曲他濱两种药品。美國疾病控制與預防中心称，“PrEP是一种有效的HIV防治手段。当结合安全套等防治方法一同使用，其保护效果更佳。不过PrEP的使用者必须每日服用药物，并每三个月拜访医生，以便跟踪治疗。”
世界衛生組織（WHO）建議在新感染人數大於每百人年3人以上的族群，應該將PrEP作為預防措施之一。
台湾於2016年、中国大陆於2020年核准舒发泰作為PrEP使用。

## 临床使用
世界卫生组织于2014年建议向男男性行为者提供PrEP，之后在2015年11月扩大了建议范围，建议向所有艾滋病高风险人群（包括孕妇和哺乳期妇女）提供PrEP口服药物，并优先向艾滋病感染发生率每年每100人感染3例及以上的人群提供。
美国疾病控制与预防中心在2014年的临床指南中推荐满足以下条件的艾滋病毒阴性成年人使用PrEP：
- 对于男男性行为者：
  - 最近六个月内与男性发生过性行为
  - 且性伴侣不唯一或性伴侣未在近期检测为艾滋病毒阴性
  - 且以下三个条件至少满足一条：
    - 最近六个月内发生过无安全套肛交（插入方或接受方均包括在内）
    - 或最近六个月内被诊断感染性传播疾病
    - 或长期性伴侣为艾滋病毒阳性男性

- 对于异性性行为者，包括男性和女性：
  - 最近六个月内发生过性行为
  - 且性伴侣不唯一或性伴侣未在近期检测为艾滋病毒阴性
  - 且以下三个条件至少满足一条：
    - 男性，与男性和女性都发生过性行为（同时需参考前述男男性行为者的条件）
    - 或与至少一位艾滋病毒感染状态不明的高危性伴侣（例如注射毒品使用者、与男性和女性均有过性行为的男性性伴侣）发生过无安全套性行为
    - 或长期性伴侣为艾滋病毒阳性

- 对于注射毒品使用者：
  - 最近六个月内注射过非法药物
  - 且以下三个条件至少满足一条：
    - 最近六个月内与他人共用过吸毒针具或设备
    - 或最近六个月内接受过美沙酮或丁丙诺啡等戒毒治疗
    - 或有其他经性行为感染的风险（参考前述条件）

博茨瓦纳、加拿大、肯尼亚、莱索托、南非、乌干达、英国、赞比亚和津巴布韦等其他多个国家卫生部门亦有相应的PrEP临床指南，推荐艾滋病毒感染高危人群使用PrEP。
恩曲他滨/替诺福韦（商品名：舒发泰）和恩曲他滨/丙酚替诺福韦（商品名：达可挥，Descovy）是经美国食品药品管理局批准用于PrEP的药物。PrEP药物需要每日服用才可生效。在服用之前应当检测是否感染艾滋病毒。开始服用预防药物之后，患者应当至少每3个月接受检测是否感染艾滋病毒。在定期检测中，医生亦可能检测患者是否感染其他性传播疾病、监测肾功能，以及检测是否怀孕。
PrEP可有效减少艾滋病毒感染高危人群的感染风险。美国疾控中心的数据显示每日服用PrEP药物可以使通过性接触感染艾滋病毒的风险降低90%，通过注射毒品感染艾滋病毒的风险降低70%。但即使按处方遵医嘱服用也不能100%隔绝艾滋病毒的传播，已有多个病例报道在服用PrEP药物之后仍然感染艾滋病毒。美国疾控中心推荐服用PrEP药物时应当同时使用其他预防艾滋病毒感染的措施，例如安全套。若在使用PrEP期间感染艾滋病毒，患者仍有可能出现艾滋病毒/艾滋病的症状。

## 副作用
TDF 的常見副作用為頭痛、腹瀉、無力、腎功能受損，乳酸代謝性中毒、及骨密度流失。
FTC 的常見副作用包括頭痛、噁心、腹瀉、無力，皮膚色素沈著、及乳酸代謝性中毒。
以下情況需停用PrEP:
- 不再有性行為
- 性行為可保證全程使用保險套
- 已經感染HIV等

## 注解
1. ↑  英文：tenofovir
2. ↑  英文：emtricitabine
3. ↑  原文：PrEP is a powerful HIV prevention tool and can be combined with condoms and other prevention methods to provide even greater protection than when used alone. But people who use PrEP must commit to taking the drug every day and seeing their health care provider for follow-up every 3 months.